# Contou Rosalía
Contou Rosalía és un telefilm (emès també com a minisèrie), de la Televisión de Galicia, estrenat el 16 de maig de 2018, vespre del Día das Letras Galegas, basat en la vida de Rosalía de Castro a Madrid.

## Argument
La duquessa de la glòria, una aristòcrata de provocativa singularitat, arriba a Madrid del segle xix. L'escriptora feminista Rosalía de Castro també és a la ciutat per qüestions familiars. Allà fa vida social, escriu i es retroba amb l'historiador Manuel Murguía. Enmig de la preocupació comuna per la gent i la cultura de Galícia, neix entre ells una passió que l'escriptora no vol veure morir en les cadenes amb què la societat de l'època aferra les dones. L'amor de l'escriptora, desafiant les limitacions de tota mena, té lloc en el clima conspiratiu del final de l'era absolutista, tan agitat com tragicòmic, on l'actuació de la duquessa de Gloria adquireix una rellevància sorprenent en el camí cap a l'emancipació. La mateixa Rosalía és qui ens ho explica.
Segons Iolanda Ogando:
| « | Una breu anàlisi de CR ens permet veure ràpidament que aquest buit documental seria decisiu en la manera com Raúl Veiga aborda el guió, tant en la conformació de la seva lectura històrica com en la selecció d'esdeveniments, textos i pensaments de l'autora. | » |

## Repartiment

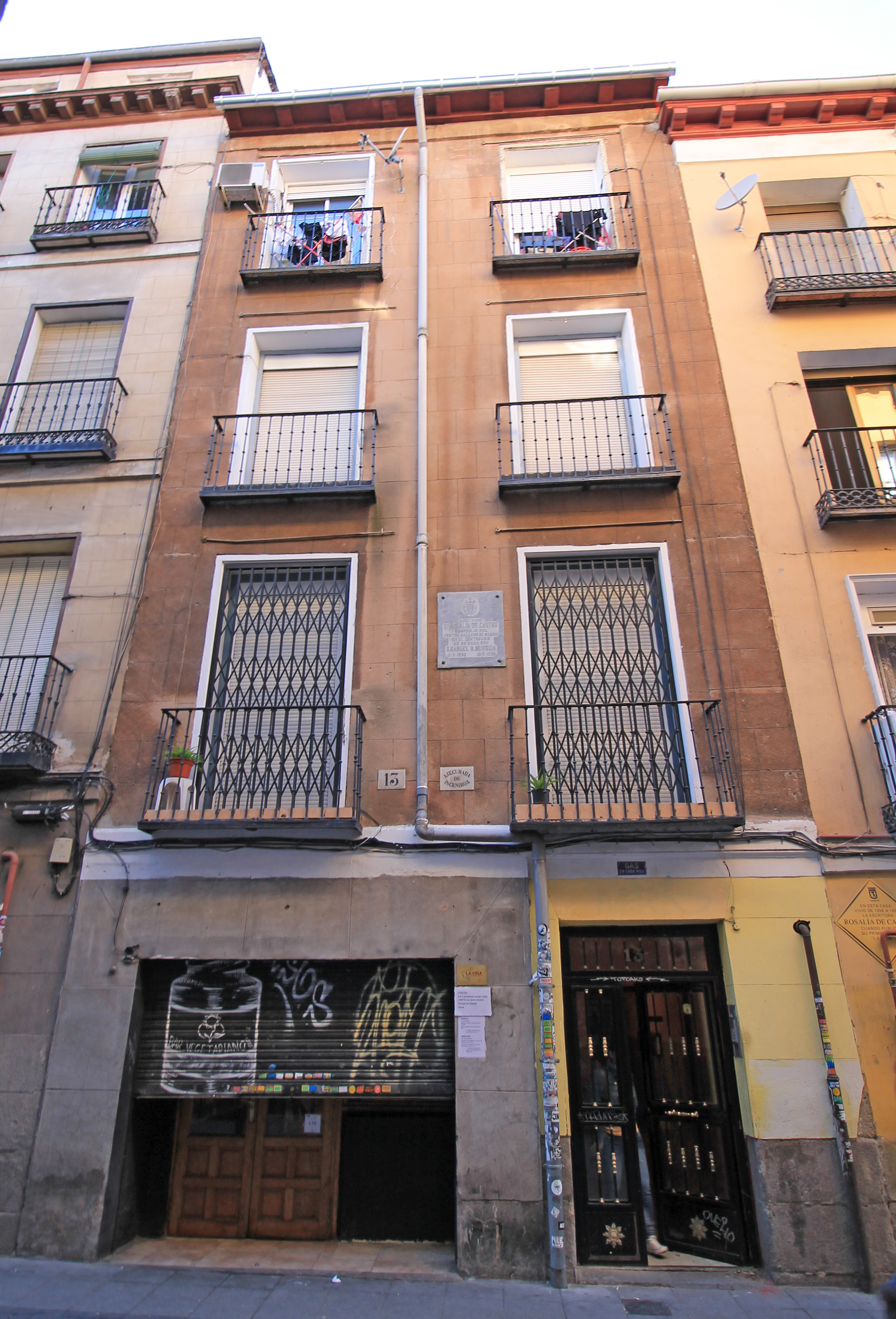
Carrer Ballesta n. 13, residència de Rosalía a Madrid.

- Melania Cruz, com Rosalía de Castro.[3]
- Fran Lareu, com Manuel Murguía.
- Tamara Canosa
- Ledicia Sola
- Alejandro Jato
- César Cambeiro
- Pepo Suevos
- David Perdomo
- Celso Parada
- Josito Porto